# Carles Vidal i Pasanau
Carles Vidal i Pasanau (Sarrià, 6 de novembre de 1917 - Barcelona, 4 de febrer de 1950) fou un anarcosindicalista i guerriller antifranquista català. Morí afusellat al Camp de la Bota de Barcelona, juntament amb el company de militància José López Penedo, després de ser acusats de l'atemptat fallit contra el cap de la Brigada Político-Social Eduardo Quintela Bóveda, que va matar a dos falangistes, així com de la mort de dos policies.